# Globinvest
Societatea de administrare a investițiilor (SAI) Globinvest SA este o societate din Cluj-Napoca, specializată în administrarea fondurilor de investiții, administrînd fondurile deschise de investiții Transilvania și Napoca.
Fondul Napoca al Globinvest a fost, împreună cu fondurile BT Index și BT Maxim, cele mai performante fonduri deschise de investiții din primul trimestru al anului 2007.
Fondul Transilvania, a primit diplomă de excelență de la Uniunea Națională a Organismelor de Plasament Colectiv (UNOPC) pentru cea mai bună performanță obținută în anul 2006 la categoria « opcvm diversificate » 18.4% 
În martie 2008, Globinvest administra active de aproape 50 milioane lei.
Globinvest administrează cinci fonduri de investiții: trei cu plasamente preponderent în acțiuni, unul monetar și un fond diversificat: fondul diversificat Transilvania (care este și cel mai mare vehicul de investiții al Globinvest), Fondul Privat Comercial (FPC), (fond închis de investiții (private-equity) cu plasamente preponderent în efecte de comerț), fondul de acțiuni Napoca, precum și Fondul de Acțiuni Privat Transilvania (FAPT) și Euro Globinvest, ambele fonduri de private-equity.